# Sahara
Pour les articles homonymes, voir Sahara (homonymie).
Le Sahara (en arabe : الصحراء الكبرى aṣ-Ṣaḥrāʾ al-Kubrā, , « le grand désert », en berbère : ⵜⵉⵏⵉⵔⵉ Tiniri ou ⵜⵏⵔ Tenere) est un vaste désert chaud situé dans la partie nord du continent africain. Il s'étend sur 5 000 km d'ouest en est, de l'océan Atlantique à la mer Rouge, et couvre plus de 8,5 millions de km2 (soit près de 30 % de la surface de l’Afrique), ce qui en fait la plus grande étendue de terre aride d'un seul tenant dans le monde et le troisième désert le plus étendu sur terre.
Le Sahara peut même être prolongé au-delà de la mer Rouge, les géographes parlant alors d'un grand « désert saharo-arabique ». Plus largement encore, le Sahara constitue la partie occidentale d'une vaste diagonale sèche qui s'étend des abords du fleuve Sénégal à la Mongolie.
Plus vaste désert chaud du monde, il divise le continent d'est en ouest. Il couvre d'immenses étendues et s'étend sur le territoire de dix États :  l'Algérie, l'Égypte, le Maroc, la Libye, la Tunisie, la Mauritanie, le Niger, le Mali, le Tchad, le Soudan, ainsi que sur le territoire contesté du Sahara occidental.
Le désert de sable ne couvre que 20 % de sa superficie, les 80 % restants sont principalement constitués de surfaces rocheuses où dominent des roches sédimentaires. La zone géographique comprend plusieurs paysages et climats ; on y trouve des déserts de sable (Grand Erg oriental et Grand Erg occidental), des montagnes (Hoggar, Tassili, Tibesti), des hamadas (plateaux rocailleux) et des regs (déserts de pierre) tel le Tanezrouft.

## Terminologie
Le mot Sahara vient du terme Ṣaḥrāʾ, qui n'a pas de signification géographique pour les Arabes mais qui leur sert à désigner une vaste plaine aride avec une végétation desséchée, roussie par la chaleur (d'où le verbe apparenté saḥira signifiant « être de couleur fauve »). « De ce mot banal, les Occidentaux ont fait, lors des conquêtes coloniales en particulier, un nom propre qui a désigné les plaines désertiques de la côte de l'Ouest africain jusqu'aux territoires égyptiens et soudanais ».
Avant l'arabisation de l'Afrique du Nord, le nom Tenere ou Tiniri (qui a donné « Ténéré ») était utilisé en berbère pour signifier un « désert plat, grande plaine désertique, étendue de vaste terrain sans montagne ni végétation, plateau » en touareg[réf. à confirmer],, et en zénaga, les langues berbères de la région.
En Égypte antique, par opposition à la vallée du Nil nommée Kemet en égyptien ancien (qui veut dire noir/sombre, à cause du limon noir et fertile des crues du Nil), le territoire aride au-delà de la vallée était nommé Decheret ou Desheret, dšrt, c'est-à-dire la « terre ocre stérile » ; on note la consonance proche avec le mot latin desertus, qui provient de l'égyptien ancien et qui devint « désert » en français (desert en anglais, desierto en espagnol, deserto en italien, etc.). En copte le désert était appelé ϣⲁϥⲉ šafe (prononcé shafé ou chafé).
Le terme désert viendrait du nom latin Terra deserta (terre abandonnée), qui lui-même vient de l'égyptien ancien dšrt (desheret). Les romains appelaient Terra deserta la région au sud de Carthage.

## Composante d'un vaste ensemble aride
Ce grand désert est le plus vaste et le seul vrai désert au sens géographique du terme car il comporte des régions hyperarides (moins de 50 mm de précipitations annuelles mais avec une extrême irrégularité interannuelle), arides (moins de 150 mm de précipitations annuelles et une végétation concentrée dans les oueds), semi-arides et sub-humides sèches. La diagonale sèche dont il fait partie comprend également l'Arabie, le désert de Syrie (Syrie, Jordanie et Irak), le Dasht-e Kavir et le Dasht-e Lut (Iran), le Thar (Inde) et se poursuit par les déserts de latitude moyenne d'Asie centrale (le Karakoum, le Kyzyl Kum et en Chine le Taklamakan et le désert de Gobi).
Cette aridité s'explique par l'absence des deux sources principales de précipitations : le front polaire et les courants équatoriaux d'ouest[réf. incomplète] et elle conduit à des épisodes de sécheresse particulièrement importants en intensité et en durée.

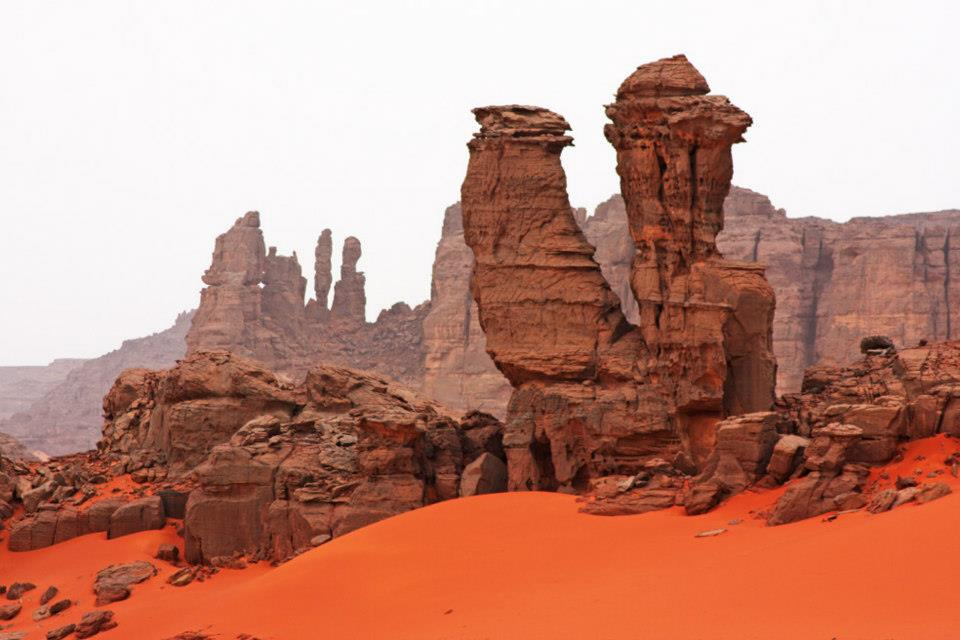
La Tadrart Rouge à Djanet, dans le sud algérien.
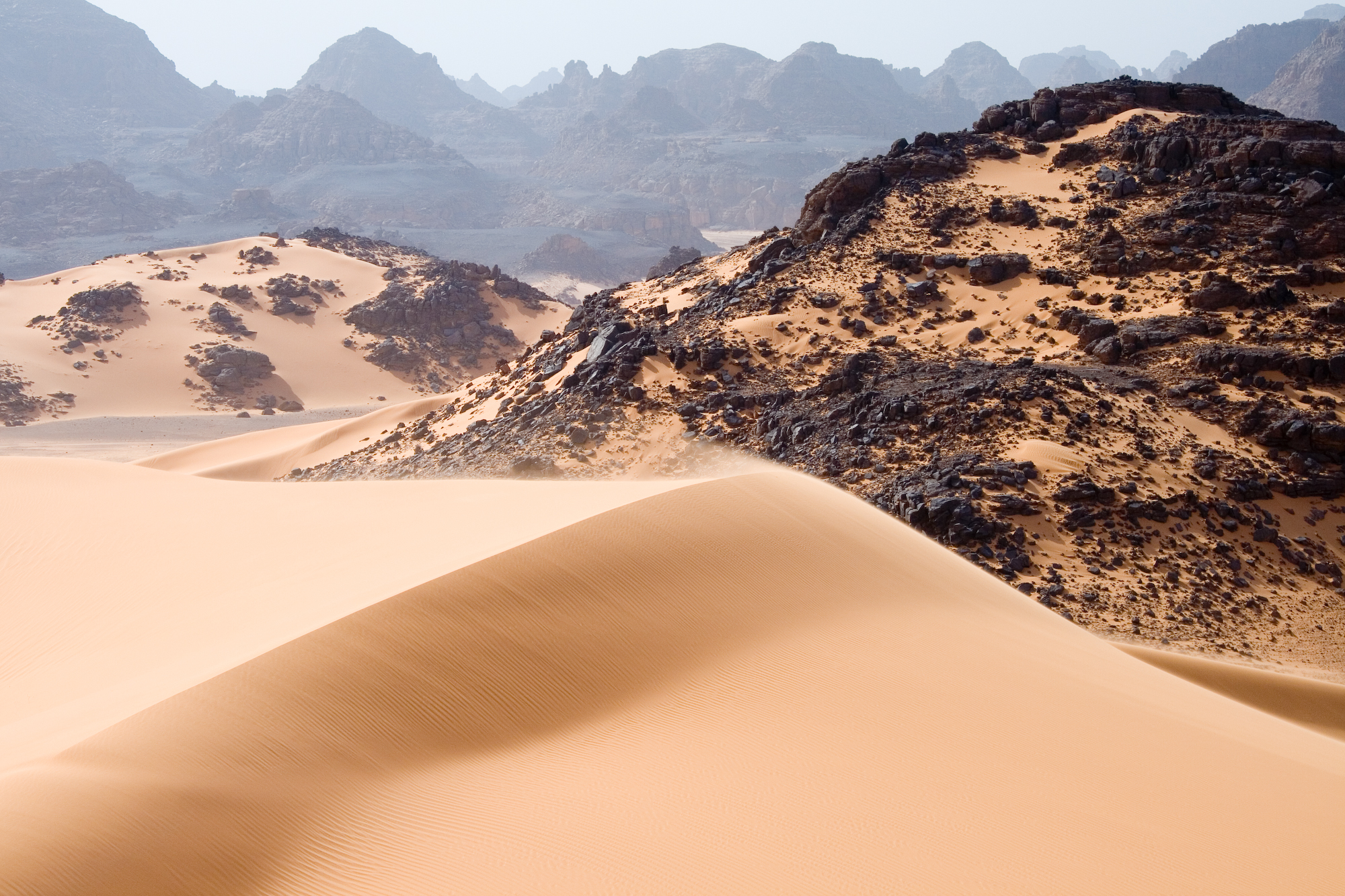
Dunes mouvantes, rochers et montagnes dans le Tadrart Acacus, au sud-ouest de la Libye.
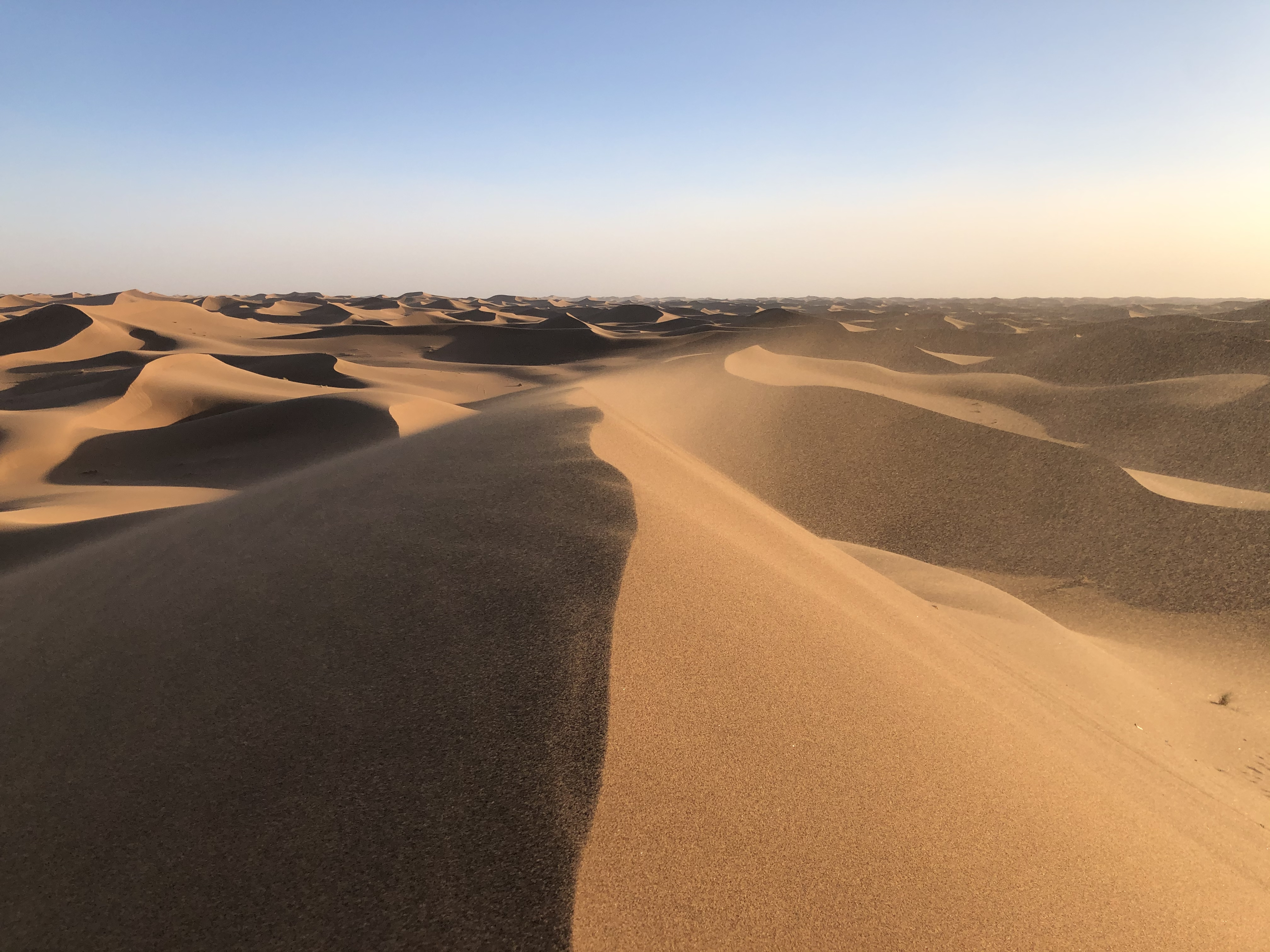
Dunes de sables de l'erg Chegaga au Maroc.

## Limites géographiques bioclimatiques
Selon des critères climatiques, la limite septentrionale du Sahara est l'isohyète des 100 mm  (+ ou - 50 mm), correspondant à peu près à la limite d'implantation du palmier-dattier, l'une des espèces les plus caractéristiques de la zone de transition Méditerranée/Sahara. La limite sud est plus floue, elle peut être située sur l'isohyète des 150 mm, voire 250 mm.
Selon des critères biogéographiques ou bioclimatiques, la limite au nord correspond à la limite septentrionale de maturité du palmier-dattier (Phoenix dactylifera) et à la limite méridionale de l’alfa). Au sud, elle correspond à la limite méridionale de had (en) (Cornulaca monacantha), Stipagrostis pungens et Panicum turgidum ou à la limite septentrionale de plusieurs espèces sahéliennes, notamment le cram-cram (Cenchrus biflorus, Poaceae sahélienne) et, parmi les plantes ligneuses, Commiphora africana et Boscia senegalensis. Toutefois le cram-cram est une espèce annuelle à durée de vie brève, n'est généralement plus visible après quelques mois de saison sèche, et son abondance varie directement en fonction des précipitations. Elle est de surcroit véhiculée sous forme d'épillets munis de glumes à crochets redoutablement efficaces par les animaux qui peuvent ainsi la transporter loin de son aire. Pour ces raisons, des auteurs ont proposé de déterminer la limite bio-climatique saharo-sahélienne à partir d'espèces arbustives qui intègrent les conditions pluviométriques tout au long de leur vie et sont aisément repérables : Commiphora africana se rencontre en abondance au Nord-Sahel. Acacia senegal (le gommier du Sénégal) et Zyziphus mauritiana ont la même répartition. Du côté saharien, s'observeront Stipagrostis pungens, (arabe : sbot ou Drinn), puissante graminée pérenne, Calligonum comosum (arabe : awarach) et Zyziphus lotus (arabe : Sder).

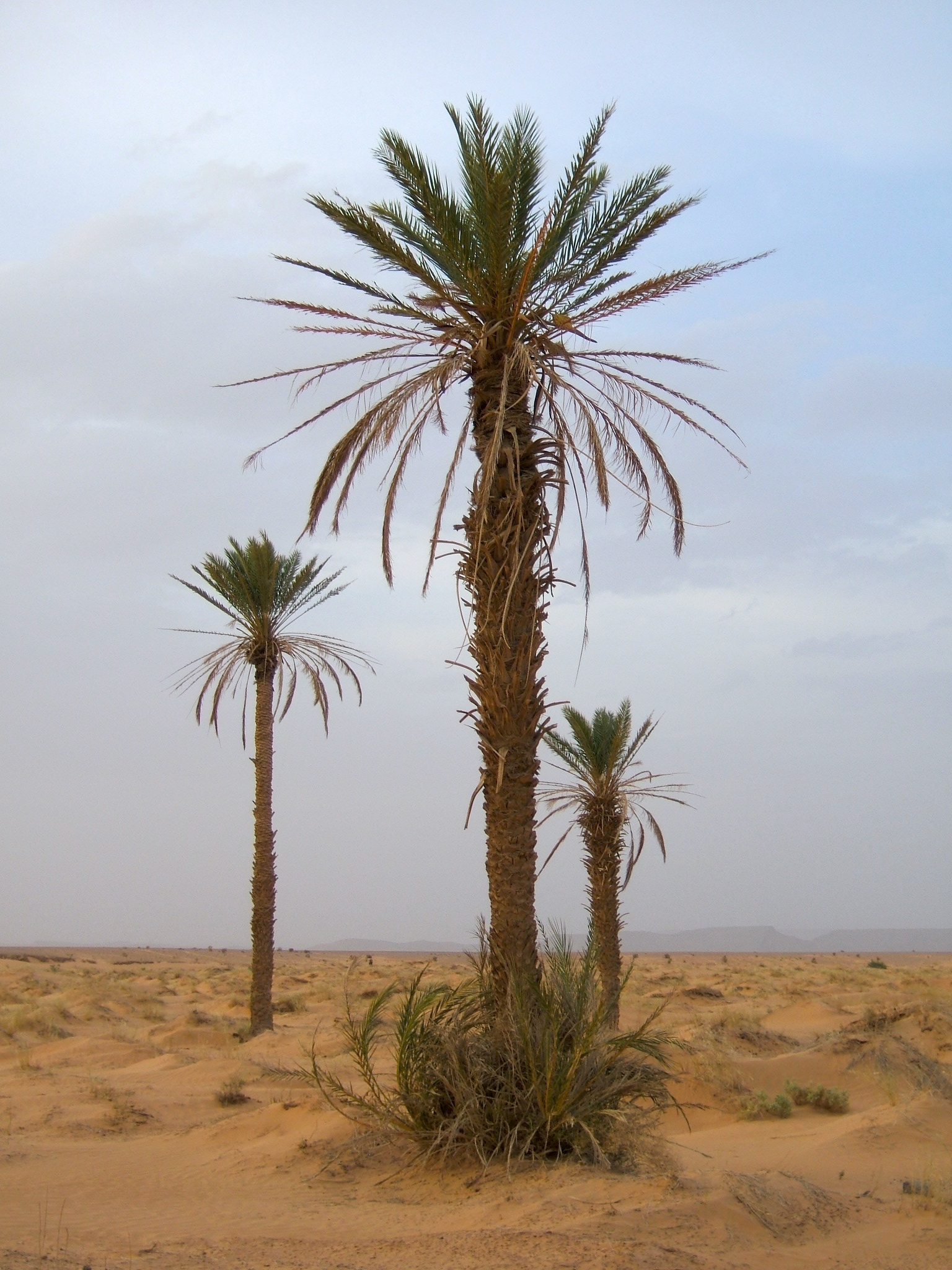
Palmiers-dattiers.
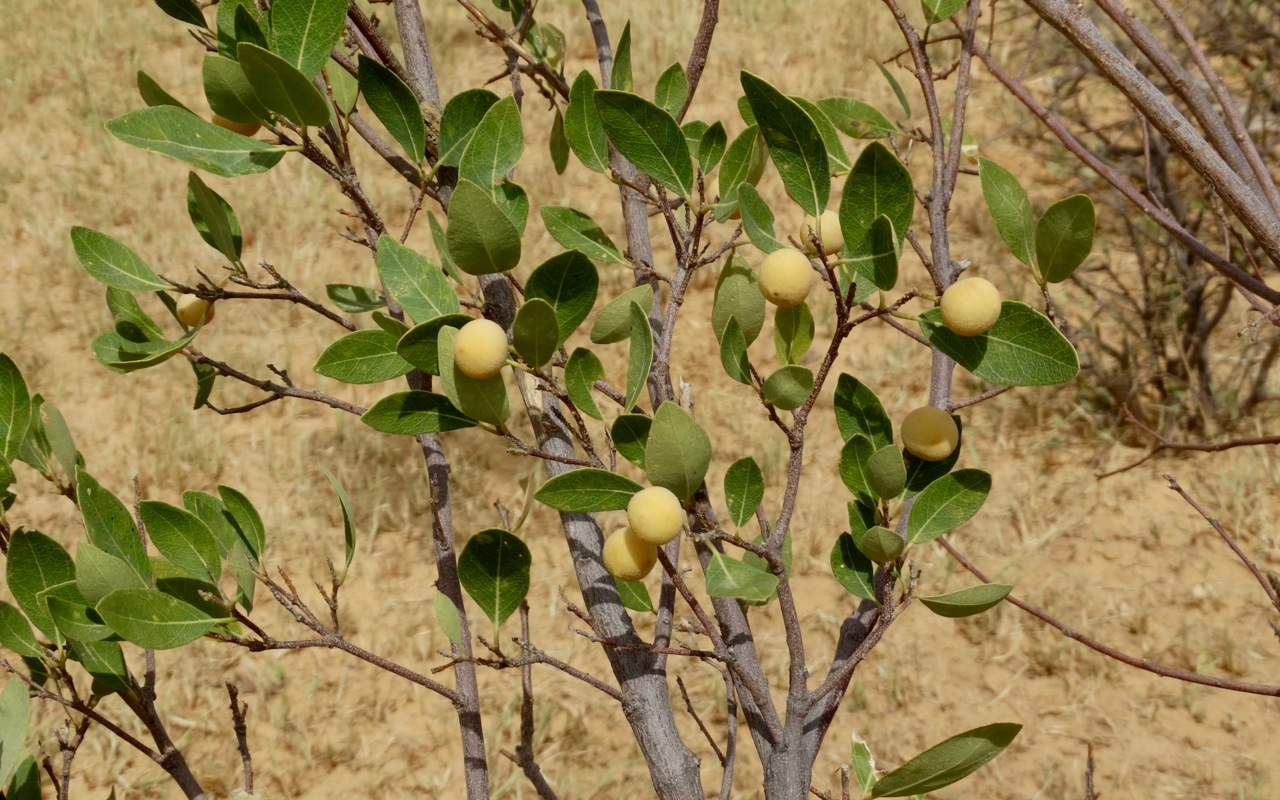
Fruits comestibles du Boscia senegalensis.
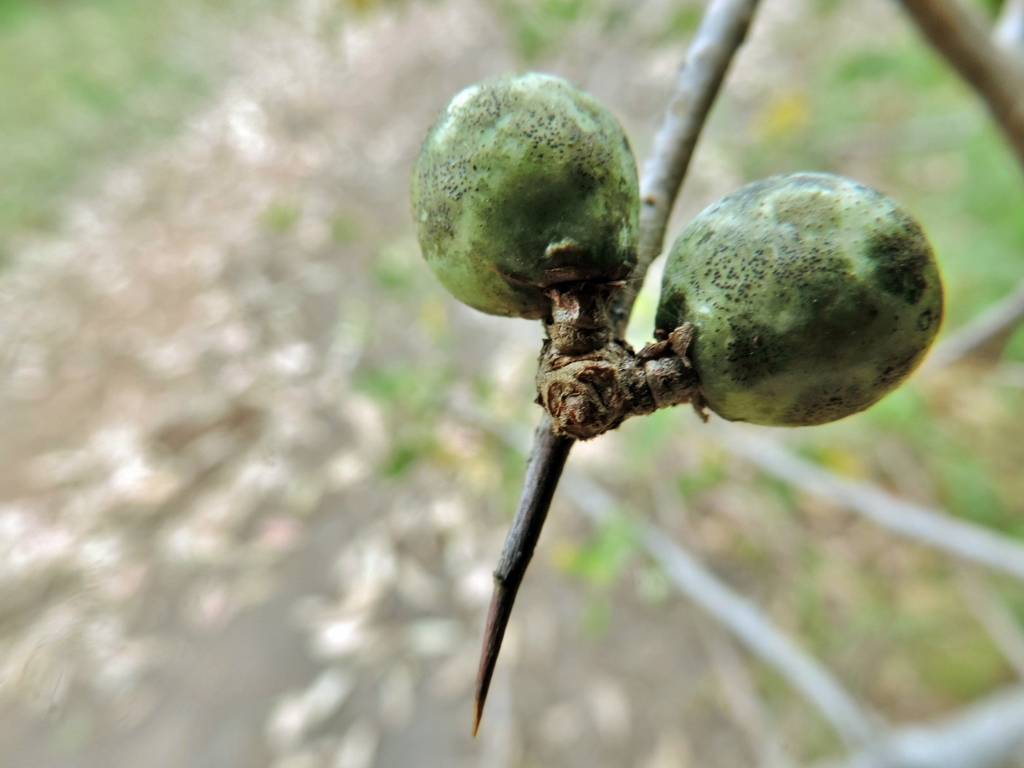
Fruits de Commiphora africana.
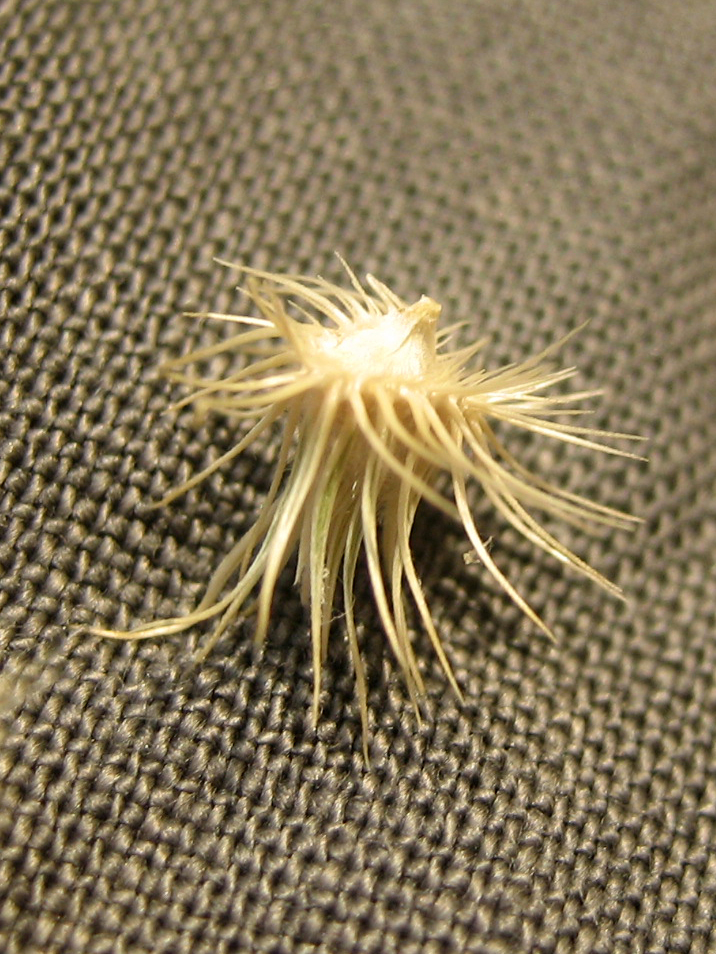
Épillet de Cenchrus biflorus.

## Climats

### Circulation atmosphérique

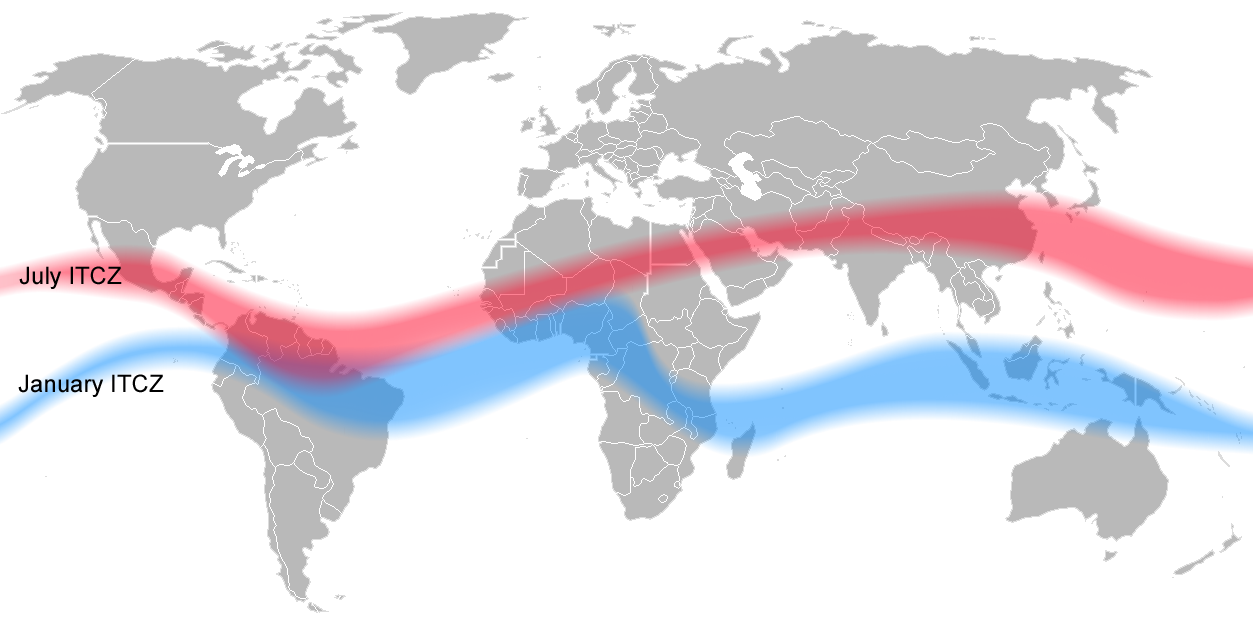
Position de la ZCIT en janvier (en bleu) et en juillet (en rouge).

Son climat est conditionné par le mouvement descendant (subsidence) des masses d'air mises en mouvement par les cellules de Hadley. Dans une zone comprise entre les tropiques et l'équateur, la zone de convergence intertropicale (ZCIT), l'air humide apporté par les alizés suit un mouvement ascendant. La montée en altitude rafraîchit l’air et l’humidité est relâchée sous forme de précipitations à hauteur de l'équateur. L'air asséché converge ensuite vers les tropiques nord et sud, ce qui crée un climat aride à ces endroits, aux alentours des 20e parallèles nord et sud. Cela correspond au Sahara au nord, et au Kalahari au sud. La zone correspond donc à une ceinture de hautes pressions subtropicales semi-permanentes où l'air venu des niveaux supérieurs de la troposphère tend à s'abaisser vers le sol. La subsidence empêche les ascendances de l'air et par conséquent annihile tout refroidissement adiabatique, ce qui rend la formation de nuages très difficile voire quasiment impossible. La masse d'air dominante stationnant sur le Sahara est donc un air tropical continental (cT), extrêmement chaud et sec. La dissipation permanente de la couverture nuageuse permet un ensoleillement et une radiation thermique ininterrompue. En conséquence, le ciel est le plus souvent clair, le temps est sec, stable, parfois avec une présence de sable dans l'atmosphère (couche d'air saharien).
Le climat saharien est caractérisé par l'extrême faiblesse, la rareté et la grande irrégularité des précipitations, les très hautes températures de l'air et du sol, l'insolation exceptionnelle, l'hygrométrie moyenne très basse en dehors des côtes, des contrastes thermiques (annuels et journaliers) accentués, une évaporation potentielle considérable, la plus forte de tous les déserts chauds du monde. Le Sahara est le désert le plus absolu : une sécheresse comparable à celle du Sahara ne se voit qu'au nord du Chili, mais sur une étendue infiniment moindre ; partout ailleurs les déserts sont bien plus « pluvieux ».

### Pluviométrie

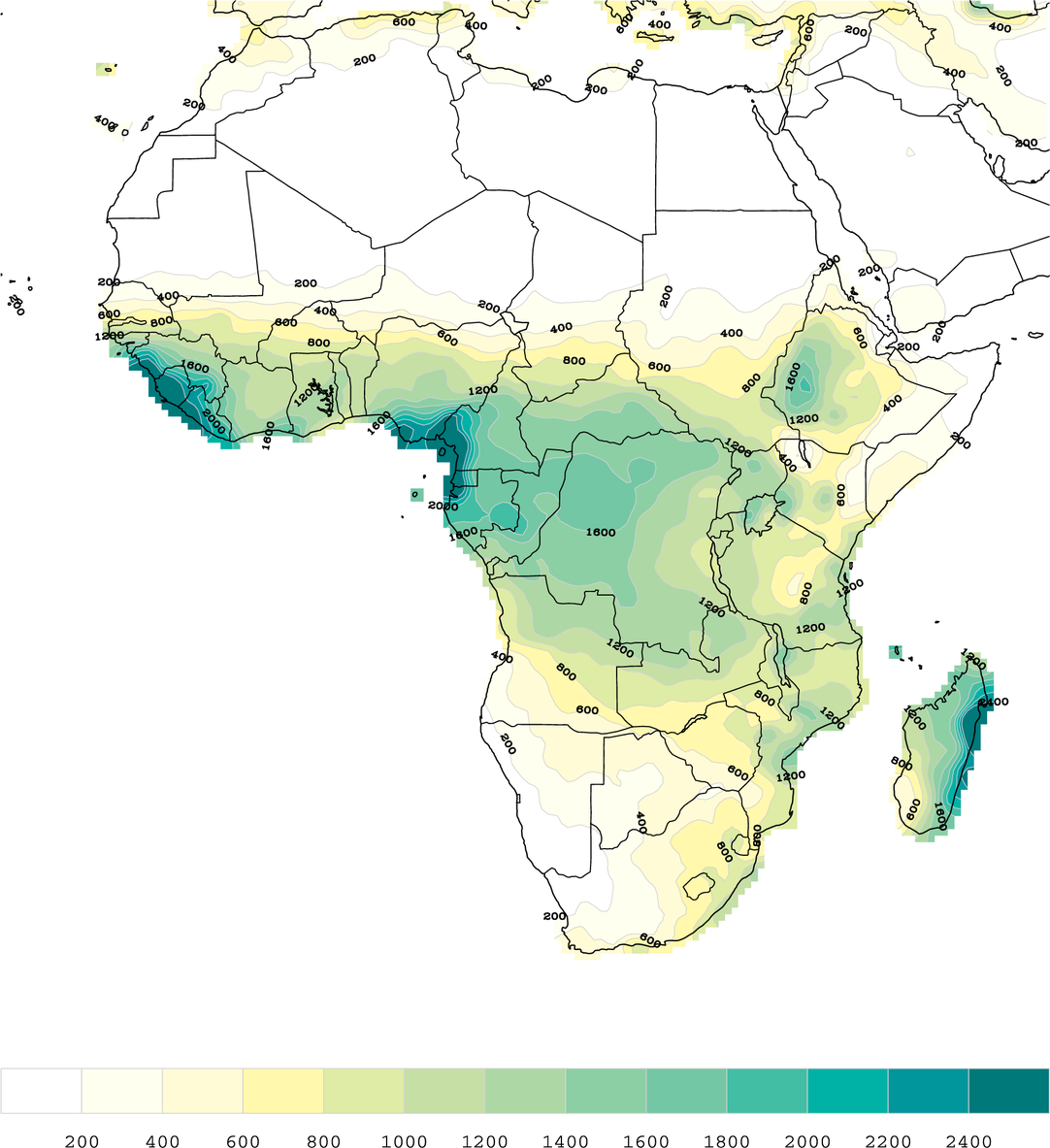
Moyenne des précipitations en Afrique, 1971-2000.

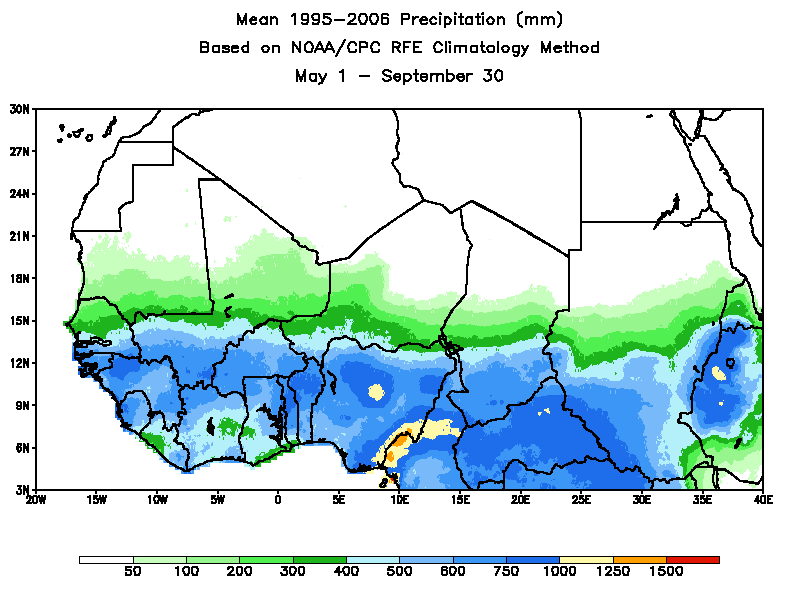
Hauteur moyenne des précipitations en Afrique de l'Ouest, 1995-2006.

L'aridité particulière du Sahara tient à la vigueur et surtout à la permanence des hautes pressions. Dans ces conditions, l'air surchauffé au sol ne peut s'élever ; il renforce l'anticyclone en se comprimant. L'affaissement de l'air est le plus fort et le plus efficace au-dessus du Sahara oriental, où l'absence de pluie est absolue, rivalisant avec le désert d'Atacama situé au Chili. L'inhibition pluviométrique et la dissolution des nuages sont par conséquent plus accentuées dans la partie orientale que dans l'occidentale. L'aridité plus grande du Sahara oriental vient du fait qu'il se retrouve encore plus rarement sur la trajectoire des systèmes dépressionnaires chargés de pluie.
On y trouve donc les pluies annuelles les plus faibles de la planète ; ainsi, la moyenne annuelle est-elle à peine de 5 mm dans la région de Taoudeni (Mali), elle descend à 2 mm à Tedjerhi au sud du Fezzan (Libye) et elle devient quasiment nulle (0,5 mm) à Louxor (Haute-Égypte). Ces moyennes sont d'ailleurs peu significatives car la variabilité interannuelle des précipitations peut être énorme, plus la moyenne annuelle pluviométrique est faible, plus celle-ci est variable d'une année à l'autre.
Au sud du désert, au niveau de la zone climatique sahélo-saharienne, la remontée latitudinaire de la zone de convergence intertropicale en été peut donner des averses brèves mais très irrégulières avec des précipitations annuelles moyennes comprises entre 150 mm et 250 mm, comme c'est le cas à Tombouctou (Mali) entre juillet et septembre, où tombe l'immense majorité des faibles précipitations annuelles. Dans ce cas, les hautes pressions ont migré vers des latitudes plus septentrionales. Si la ceinture anticyclonique est toujours présente au-dessus du Sahara, elle est relativement peu épaisse en hiver sur le Sahara septentrional ou bien rejetée en altitude dans le Sahara méridional à cause de la dépression thermique qui se forme dans les basses couches de l'atmosphère en été. La pluviogenèse requiert toutefois l'intervention de processus atmosphériques extérieurs suffisamment puissants pour annuler de façon temporaire le caractère stérilisant des structures aérologiques saisonnières, en raison de la grande vigueur des facteurs contrariants.
Sur les 8 ou 9 millions de km2 de désert au Sahara, l'équivalent de la superficie cumulée de l'Australie et de la Nouvelle-Zélande, une superficie d'environ 2,8 millions de km2 (31 % de la superficie totale) reçoit des précipitations moyennes annuelles inférieures ou égales à 10 mm et près de 1,5 million de km2 (17 % de la superficie totale) reçoivent 5 mm ou moins par an. La quantité annuelle moyenne de pluie est théoriquement de 0 mm sur plus de 1 million de km2 (11 % de la superficie totale) au Sahara oriental en Libye, en Égypte et au Soudan où la moyenne calculée à long terme approche 0,5 mm par an.
L'aridité extrême des régions sahariennes ne tient pas seulement à l'excessive faiblesse des précipitations. En effet, à précipitations égales, l'aridité est d'autant plus forte que les températures et l'évaporation potentielle sont élevées. Le minimum pluviométrique est atteint au Sahara oriental alors que le maximum thermique est atteint au Sahara occidental. À altitudes égales, les déserts de Libye et d'Égypte sont relativement moins chauds que les déserts d'Algérie et du Maroc.

### Ensoleillement
- < 1200 h
- 1200-1600 h
- 1600-2000 h
- 2000-2400 h
- 2400-3000 h
- 3000-3600 h
- 3600-4000 h
- > 4000 h

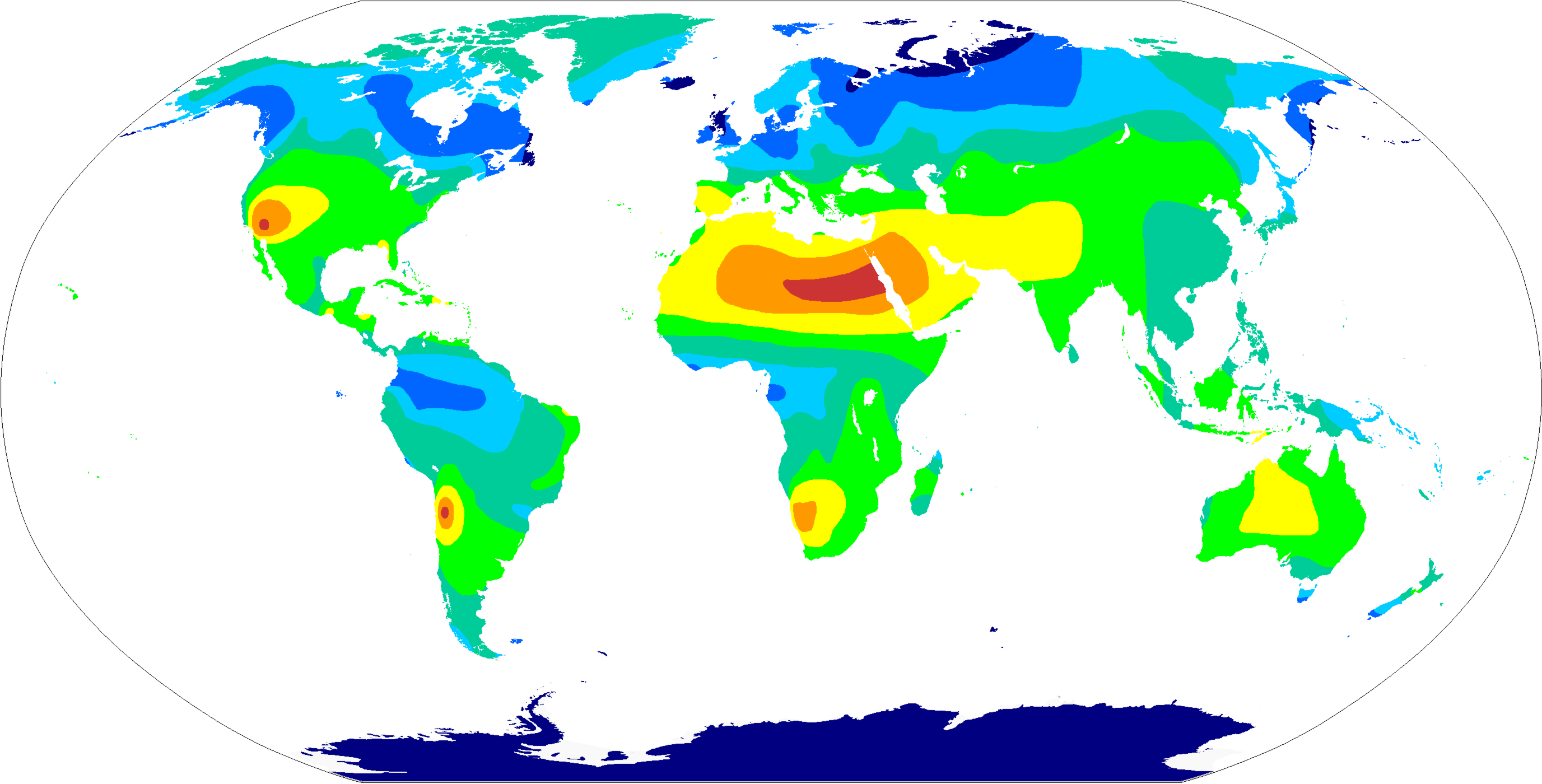
Ensoleillement mondial.

Au Sahara, on enregistre de façon courante une durée moyenne effective d'insolation supérieure à 3 600 h par an, soit plus de 10 h par jour.
Dans la mesure où la condensation de la vapeur d'eau contenue dans l'atmosphère saharienne ne peut s'effectuer normalement et donc donner des précipitations, sauf sur la côte atlantique où se forment des brouillards et des nuages bas à cause du courant des Canaries, un courant océanique frais qui longe la côte, la nébulosité (fraction du ciel couvert par les nuages) est extrêmement faible. Les journées partiellement couvertes sont rarissimes dans les zones les plus centrales ; les nuages de « corps » (présents dans le corps d'une perturbation) type cirrostratus sont rarissimes, alors que les nuages de « marge » type cirrus sont beaucoup plus fréquents, surtout à l'ouest, en hiver ou au printemps. Aussi existe-t-il un fort contraste entre les jours calmes et ceux où soufflent des vents qui peuvent être violents et provoquer des tempêtes de sable. Le ciel peut parfois rester nuageux plusieurs jours consécutifs mais ce sont des cas exceptionnels qui n'entraînent pas de précipitions.
Le Sahara central constitue la zone la plus étendue du monde dans laquelle la barre des 4 000 h/an d'insolation, sur 4 400 h maximum théorique, est dépassée, ce qui équivaut à plus de 11 h par jour,. Dans le Sahara oriental, cette durée effective frôle le maximum théorique, avec une valeur extrême approximative de 4 300 h par an, ce qui revient à près de 11 h 45 par jour,. Wadi Halfa, un village situé au niveau de la frontière soudano-égyptienne, semble être le point le plus ensoleillé du globe à l'année. Sur l'année, l'ensoleillement s'établit entre 80 % et 98 % ; cette valeur descend en dessous de 75 à 65 % sur la côte atlantique, beaucoup plus nuageuse. Les maximums de durée d'insolation se trouvent aux latitudes 17º en hiver (Tombouctou, Khartoum, Agadez…) et 27° en été (Sebha, Kharga, In Salah…).
La quantité moyenne annuelle d'énergie reçue au sol dépasse 200 kcal/cm2/an dans les régions sahariennes centrales, de part et d'autre du tropique (latitudes 18° à 28°) et s'abaisse à 180 kcal/cm2/an sur les marges septentrionales et méridionales. Deux zones de maxima existent, l'une, assez restreinte, au centre du Sahara occidental, axée sur le tropique, particulièrement dans le Tanezrouft et dans l'Erg Chech et l'autre, très étendue, au centre du Sahara oriental où les valeurs dépassent 220 kcal/cm2/an. Cette énergie est deux fois supérieure à celle que reçoivent les pays tempérés, 96 kcal/cm2/an à Paris, et 120 kcal/cm2/an pour les régions méditerranéennes de France métropolitaine, par exemple.

### Températures

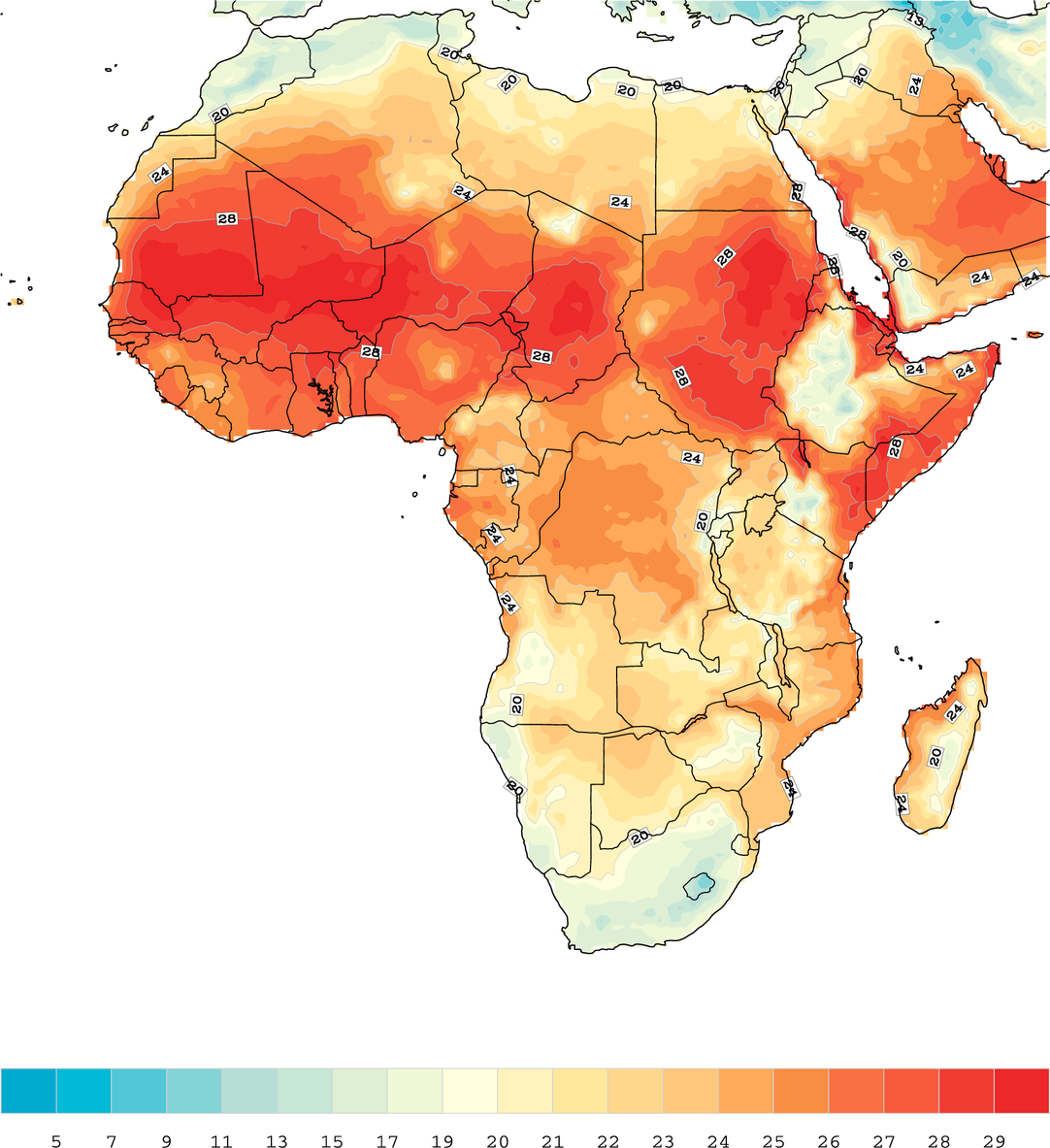
Moyenne des températures en Afrique, 1971-2000.

La température moyenne annuelle du Sahara, ramenée au niveau de la mer, est supérieure à celle de tous les autres déserts.
L'été saharien, torride, est très long ; au sud, il dure d'avril à octobre inclus ; cependant des irrégularités de températures subsistent : à latitude et altitude similaires, le Sahara occidental est nettement plus chaud en période estivale que son homologue oriental. Cette irrégularité de température s'explique par l'influence rafraîchissante des vents étésiens qui soufflent dans l'ensemble du bassin de la Méditerranée orientale sans l'interposition d'une barrière montagneuse, et qui atténuent considérablement l'échauffement. Partout au Sahara, à altitude raisonnable, la moyenne des maxima du mois le plus chaud dépasse 38 °C. Il existe une zone située presque exactement au centre géographique du Sahara algérien, baptisée le « triangle de feu », délimitée par Adrar - Reggane - In Salah, où l'on enregistre régulièrement des températures de plus de 50 °C, notamment dans la région d'In Salah.
Les étés les plus chauds se rencontrent dans les basses vallées et dépressions du Sahara central, particulièrement sur le flanc occidental de ce dernier, dans le sud de l'Algérie (Tidikelt, Tanezrouft) ainsi que dans le nord du Mali et de la Mauritanie (El Djouf, El Hank) où les maximales moyennes sont extrêmement élevées de juin à août (45 à 48 °C). L'Erg Chech, au nord du Tanezrouft représente un îlot de chaleur avec des températures moyennes journalières de juillet, jour et nuit confondus, supérieures à 40 °C,. La moyenne des maxima diurnes peut dépasser 40 °C pendant cinq à sept mois consécutifs dans le Sahara méridional et dans le sud du Sahara central.
En été, les moyennes des minima nocturnes sont toujours supérieures à 20 °C sur l'ensemble du Sahara, et dans l'immense majorité, celles-ci se situent entre 25 °C et 30 °C. Les amplitudes thermiques journalières moyennes annuelles se situent généralement entre 15 et 20 °C, excepté dans le Sahara atlantique où elles sont bien inférieures. Ces écarts ne sont pas supérieurs à ceux de certaines régions de France.
Malgré la chaleur suffocante qui règne au Sahara en été (les nuits peuvent être cependant très froides en hiver dans les massifs montagneux), le climat est en général sain grâce à l'extrême sécheresse de l'air.

## Écorégion
Localisation
Le désert du Sahara constitue une écorégion terrestre, selon la classification du Fonds mondial pour la nature (WWF), appartenant au biome des déserts et brousses xériques de l'écozone paléarctique. Elle comprend la partie hyper-aride du Sahara central, où les précipitations sont minimes et sporadiques, et exclut ses marges méridionales et septentrionales, plus humides. Bien que la biodiversité et l'endémisme y soient relativement faibles, la région abrite néanmoins une faune hautement adaptée aux conditions très particulières de végétation et de température qui y règnent.
Plusieurs massifs montagneux forment des enclaves relativement humides et boisées au milieu du désert et constituent des écorégions particulières, abritant des populations reliques : les forêts claires xériques d'altitude de l'Ouest du Sahara (en) et celles de l'Est du Sahara.

### Flore
Le Sahara central abrite, selon les estimations, 500 espèces de plantes, ce qui est extrêmement bas comparé à la superficie sur laquelle elles poussent. Les plantes telles que les acacias, les palmiers et les herbes xérophiles se sont adaptées aux conditions arides.
Les montagnes du Hoggar (Algérie), de l'Aïr (Niger) et du Djebel Marra (Soudan) abritent l'olivier de Laperrine.

### Faune
Les dromadaires et chèvres sont des animaux domestiqués par l'homme. Les camélidés originaires d'Arabie ont été adoptés par les nomades, en raison de leurs qualités de sobriété, d'endurance et de rapidité. Diverses espèces de scorpions jaunes le plus souvent, mais aussi noirs, et de tailles diverses. Androctonus amoreuxi est l'un des plus courants, son venin n'est pas des plus actifs. Il n'est sans doute pas dangereux pour l'Homme. Bien d'autres espèces présentes au Sahara ne sont également pas potentiellement létales. Androctonus australis qui lui ressemble, mais avec une queue bien plus large, peut atteindre comme le précédent près de 12 cm de long et son venin est des plus dangereux, notamment pour les petits enfants et les personnes âgées. Le Varan du désert ou Varan gris (Varanus griseus) est une espèce vulnérable et en danger d'extinction. À ce titre, il est classé en Annexe 1 de la Convention de Washington. La vipère des sables (Cerastes vipera) dotée d'une tête plate et quelque-peu triangulaire, s'enfouit pour se protéger, ainsi que pour chasser, dans le sable grâce à des mouvements giratoires du tronc. La vipère à cornes (Cerastes cerastes) lui est proche, mais elle est moins inféodée au sable. Le fennec appelé aussi renard des sables est rencontré un peu partout dans le Sahara. Le fennec passe la journée à l'abri dans son terrier. La nuit, il chasse des insectes et des rongeurs. Son ouïe extrêmement développée lui permet de localiser ses proies rapidement, grâce à ses oreilles disproportionnées.
On rencontre également de belles antilopes et gazelles dans le Sahara, elles sont particulièrement bien adaptées à cet habitat aride. Parmi ses espèces, il y a l'Oryx algazelle, l'Addax, la gazelle Dama, la gazelle de Rhim, la gazelle de Cuvier et la gazelle dorcas qui est la plus petite.
Le guépard saharien vit majoritairement en Algérie mais aussi au Niger, au Mali, au Bénin et dans le Burkina Faso. À ces endroits peuvent être retrouvés 250 guépards adultes très craintifs et fuyant la présence de l'homme. Le guépard évite le soleil du mois d'avril jusqu'en octobre. Ensuite, il recherche un abri dans les arbrisseaux tels que les acacias. Ils sont inhabituellement pâles.
Les autres animaux incluent les varans, les damans du cap, les vipères des sables et une petite population de Lycaon dans peut-être 14 pays et des autruches. Il existe d'autres animaux dans le Sahara (volatiles en particulier), entre autres, tels que l'amarante masqué et le capucin bec-d'argent. Il existe également une population de crocodiles du Nil en Mauritanie et dans le plateau de l'Ennedi Tchadien.

### Menaces et conservation
Les activités humaines affectent les zones dans lesquelles l'eau peut être trouvée. Ici, les ressources naturelles peuvent être menacées. Les populations restantes de grands mammifères ont été fortement réduites à cause de la chasse. Récemment, des projets de développement ont été organisés dans les déserts d'Algérie et de Tunisie.

## Milieux naturels (habitats)
Le Sahara compte environ 20 % de désert de sable et 80 % de surfaces rocheuses où dominent des roches sédimentaires[réf. incomplète].

### Milieux secs

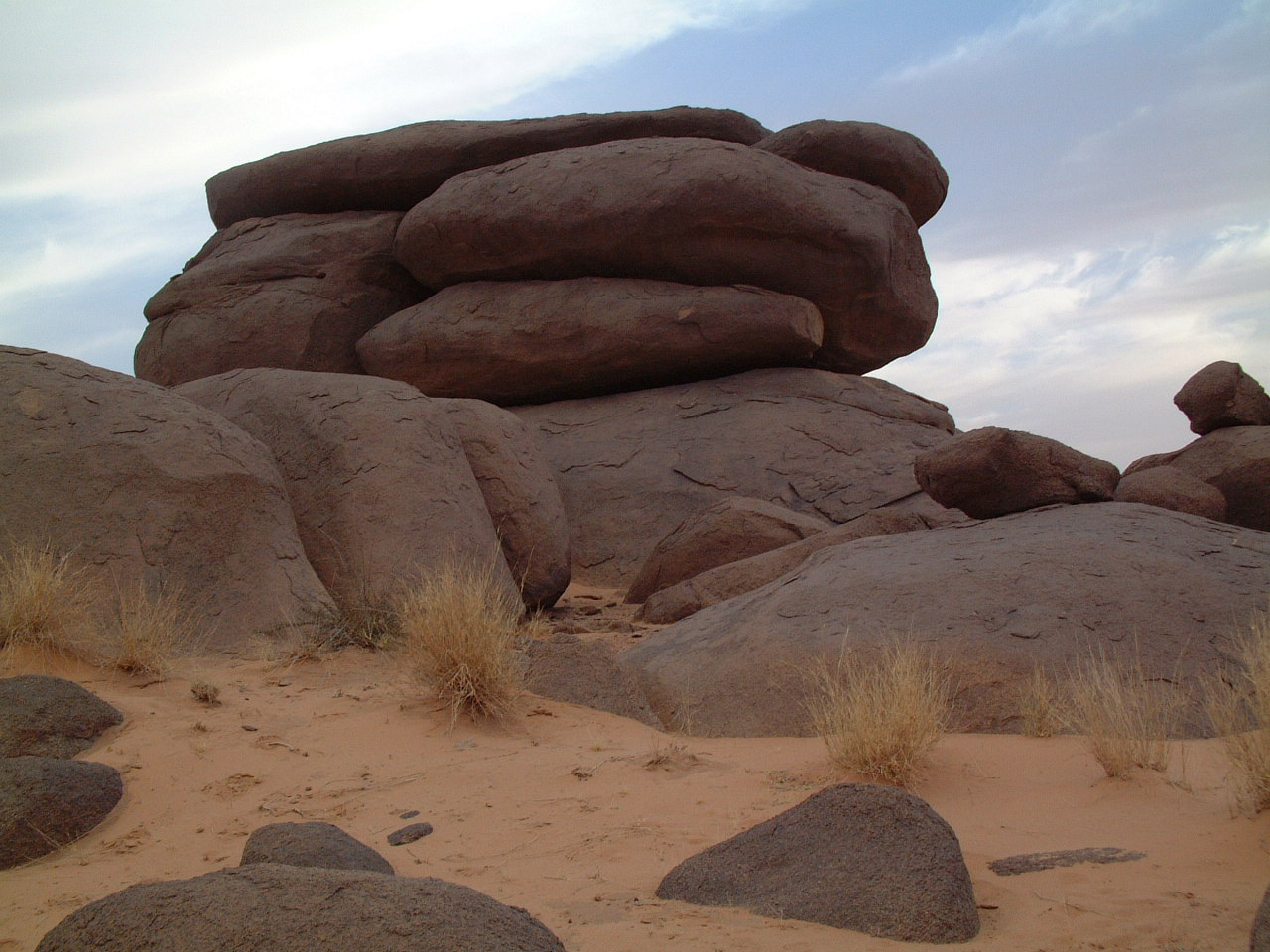
Empilement de roches érodées dans le massif de l'Adrar des Ifoghas au Mali

Le Sahara est essentiellement composé de milieux secs, c'est-à-dire sans traces d'eau pérennes en surface. Parmi ceux-ci, les ergs sont de grands massifs de dunes, ils occupent environ 20 % de la surface du Sahara et évoluent en fonction des vents dominants. Le Grand Erg occidental en Algérie et le Grand Erg oriental en Tunisie comptent parmi les plus importants, de même que le désert libyque. Les régions de sable peuvent aussi prendre la forme d'immenses nappes comme la Majabat al Koubra, à cheval entre la Mauritanie et le Mali et grande comme la moitié de la France, que Théodore Monod explora entre 1953 et 1964 au cours de six expéditions successives. Les regs sont des étendues plates, caillouteuses et constituent le paysage le plus fréquent du Sahara. Les grands regs sont particulièrement inhospitaliers. Le reg du Tanezrouft, qui veut dire « pays de la soif » (Algérie), le serir libyen ou le reg du Ténéré qui occupent chacun des centaines de milliers de km², peuvent être cités. Ils peuvent occuper aussi le sommet des plateaux.
Les hamadas sont les plateaux rocheux tabulaires limités par des falaises. Ils sont d'origine sédimentaire, le plus souvent calcaire. Lorsqu'ils sont recouverts de grès, ils sont nommés tassilis (par exemple : Tassili n'Ajjer en Algérie). En général la surface montre de la roche nue, lissée par l'érosion éolienne. Les termes « djebel » ou «adrar» désignent tous les autres reliefs que ce soient des collines ou des massifs montagneux plus importants.
Le massif le plus important est le Tibesti dans le nord du Tchad (région du Borkou-Ennedi-Tibesti) formé d'un massif volcanique émergeant d'une épaisse nappe sédimentaire reposant sur le socle cristallin. Il culmine à 3 415 m à l'Emi Koussi, dont l'immense caldeira de 35 km de circonférence fait la même superficie que celle de Paris intra muros. Le Hoggar est un autre imposant massif volcanique dont la partie la plus élevée, l'Atakor, repose sur un socle granitique. Il culmine à 2 918 m. au Tahat. L'Aïr est moins élevé et ses sommets sont plus tabulaires mais il culmine tout de même à 2 022 m. L'Adrar des Ifhoras au sud du Hoggar en est un prolongement cristallin et métamorphique qui culmine à 890 m. L'Ennedi (région du Borkou-Ennedi-Tibesti) est un massif gréseux au sud-est du Tibesti et il atteint 1 282 m. En Mauritanie, le massif de l'Adrar est un massif tabulaire gréseux culminant au Teniaggouri (815 mètres). Ce massif au cœur du pays maure  est surtout connu par l'extraordinaire formation géologique du Guelb er Richat, souvent surnommé l’œil de l'Afrique .

### Milieux humides

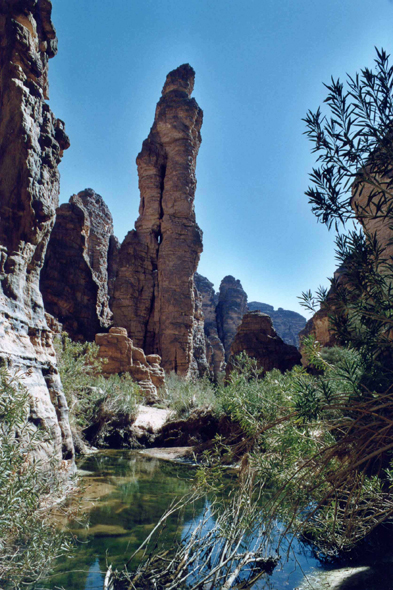
L'aiguille d'Essendilène au Tassili n'Ajjer en Algérie.

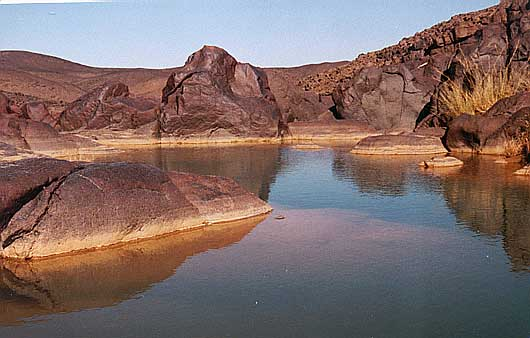
Une guelta, près d'Oubankort dans l'Adrar des Ifoghas au Mali

Les milieux humides désertiques concentrent l'essentiel de la biodiversité en raison de la présence temporaire ou surtout pérenne de l'eau et également, de la vie humaine. Le taux d'endémisme y est particulièrement élevé.
À la différence des précédentes, les sebkhas forment des marais salants temporaires. L'eau peut provenir du ruissellement ou de sources temporaires. La plus grande, le Chott el-Jérid, couvre 5 000 km2. Certaines sont exploitées sous forme de salines depuis le XVIe siècle comme à Taoudeni au Mali.
Guelta est un terme d'origine berbère (Tageyilt) qui désigne des plans d'eau temporaires ou pérennes, sans écoulement apparent : des mares dans les lits des cours d'eau ou des "citernes naturelles" dans la roche en place. Ils peuvent être trouvés dans les situations protégées d'une trop grande exposition au soleil dans les massifs montagneux comme l'Ennedi et l'Adrar des Ifoghas au Mali.
Les dayas (pluriel dayate ou daia (daiate), dhaia) sont des dépressions fermées d'extension limitée (quelques mètres à 1 km de diamètre), au fond en général argileux ou argilo-sableux dans lesquelles l'eau de ruissellement peut s'accumuler. Une alternance d'inondation et d'exondation associée à une érosion éolienne participe à leur formation : parfois d'origine karstique (dolines) sur certains plateaux par exemple, issues de la déflation éolienne ou mixtes. Elles constituent des zones de végétation pérennes. Elles peuvent être trouvées surtout au Nord du Sahara. Ces dépressions à fond cultivable servent l’autoconsommation familiale. Ces trois termes d'origine arabe sont en usage en géomorphologie dynamique.
Les oasis sahariennes, milieu naturel et aménagé, n'occupent qu'un millième de la surface du Sahara. Elles sont situées parfois sur le lit des oueds venant se perdre dans le désert ou au pied de massifs produisant des sources ou encore directement au-dessus de nappes phréatiques affleurantes ou peu profondes. Les oueds sont des cours d'eau à écoulement apparent temporaire (voir aréisme et endoréisme) indissociable du phénomène de crue (les deux mots en arabe sont liés). La majorité du temps, ils sont à sec, mais des poches d'eau durables peuvent persister en profondeur, et des gueltas peuvent être alimentées par une résurgence.
Ce sont les crues qui alimentent ce réseau hydrographique temporaire, leur origine est essentiellement dans les massifs montagneux et la violence du débit a des conséquences morphologiques fortes sur le lit des oueds.
La partie amont naît du rassemblement de chenaux de ruissellement, la partie médiane forme un lit large et dont les limites sont parfois difficiles à reconnaître en plaine et la partie aval peut se diviser en plusieurs bras sur un cône étendu d'alluvions. C'est le long des oueds que les seules formations arborées un peu denses dans le Sahara sont observées.

## Régions naturelles
- Le Ténéré, ou « désert des déserts », est la partie centrale du Sahara qui s'étend au nord du Niger. Le terme vient du berbère touareg et signifie simplement « désert ». Le désert Libyque s'étend à l'ouest du Nil, sur une largeur d'environ 800 km. Les précipitations y sont très faibles, environ 5 mm/an.
- Le Tanezrouft
- Le désert Libyque, dont le désert blanc et le désert noir sont des régions
- Le désert de Bayouda
- Le désert de Nubie
- Le désert méridional d'Égypte

## Aménagements traditionnels

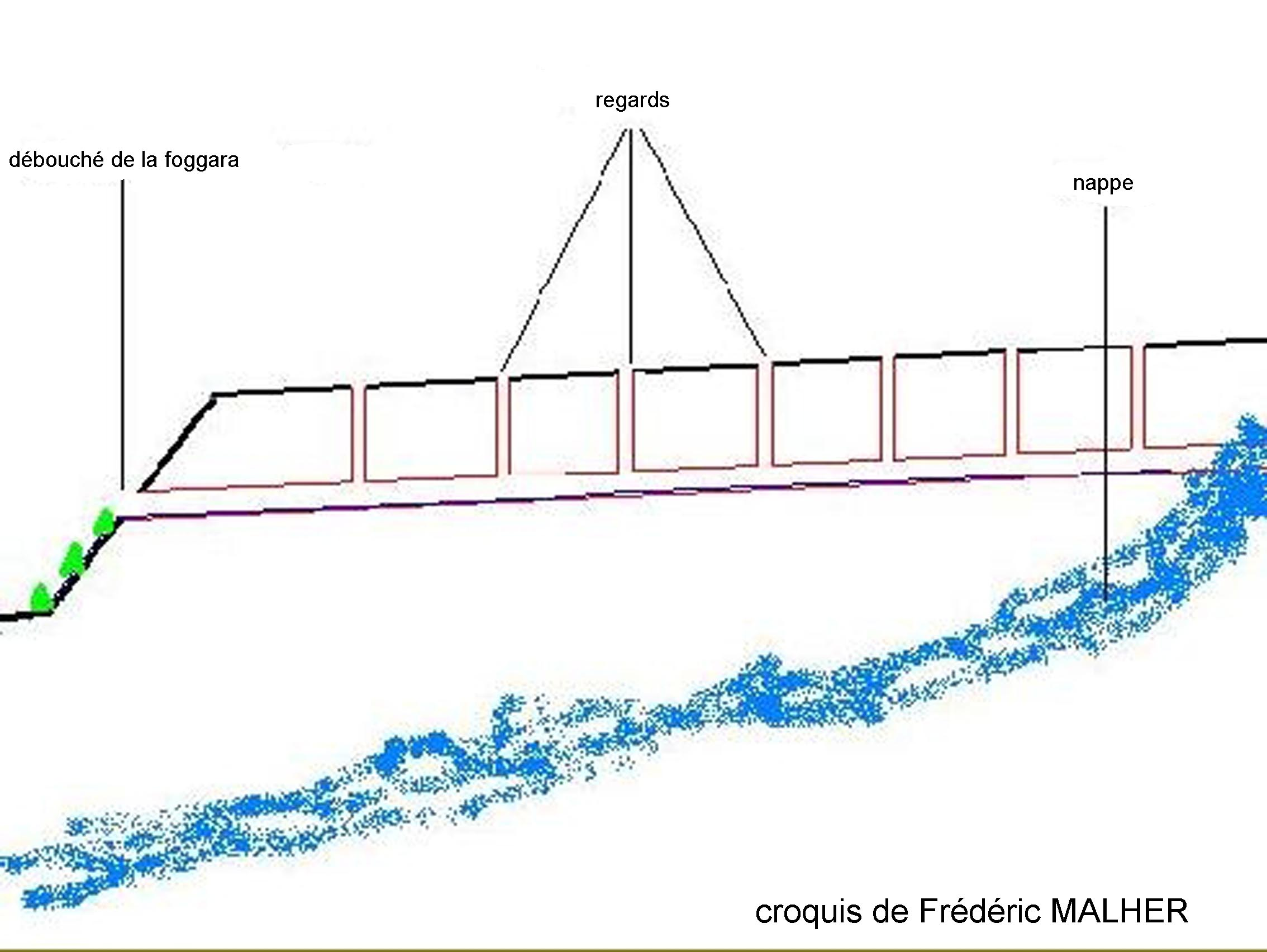
Foggara, coupe de principe.

Les foggaras, sont des ouvrages souterrains de grande longueur permettant l'adduction d'eau dans certaines oasis, depuis les plateaux ou les massifs montagneux. Cette technique ancestrale se retrouve dans ce qui est aujourd'hui l'Iran, sous le nom de Qanat. Elle a été apportée du Sahara dans les steppes marocaines par les Almoravides à qui elle a permis la fondation de la ville de Marrakech.

## Populations et cultures
Plus de cinq millions d'habitants vivent dans le Sahara, un habitant sur deux vit dans des villes, un habitant sur huit dans le Sahara maghrébin (estimation en 1990). Jean Bisson estimait la population saharienne à 7 millions de personnes en 2003. On peut estimer aujourd'hui que la densité de population du Sahara est d'environ un habitant au kilomètre carré (8 millions d'habitants pour 8 millions de km²).
Les populations actuelles du Sahara incluent les Toubous (Libye, Tchad, Niger, Égypte, Soudan soit environ 600 000 personnes) ; les Touaregs (un peuple de nomades dont l'effectif est estimé à un million de personnes ; vêtus traditionnellement de tissus de couleur bleu indigo qui déteignent sur la peau, ils furent aussi appelés les « hommes bleus » ou les « seigneurs du désert » par les voyageurs occidentaux) ; les Saharaouis et les Maures.
Dans plusieurs régions, notamment au sud du Sahara, des espaces bénéficiant autrefois du climat semi-aride du Sahel tendent à se désertifier, notamment à cause de l'action de l'homme. Ce phénomène est à l'origine d'importants mouvements de population.

## Histoire

### Préhistoire

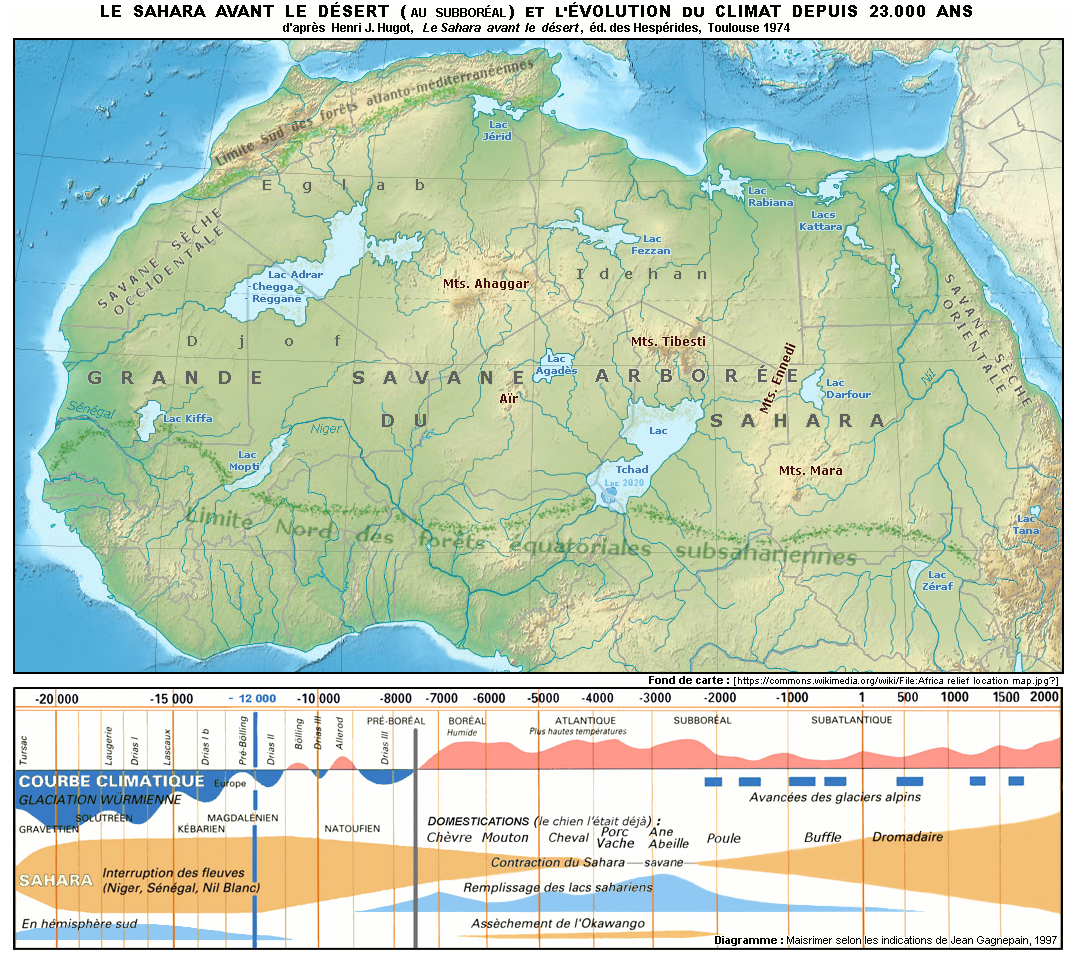
Le Sahara avant l'actuelle phase désertique : la faune de l'époque, attestée par les restes fossiles et l'art rupestre, comprenait des autruches, des gazelles, des bovins, des éléphants, des girafes, des hippopotames, des crocodiles…

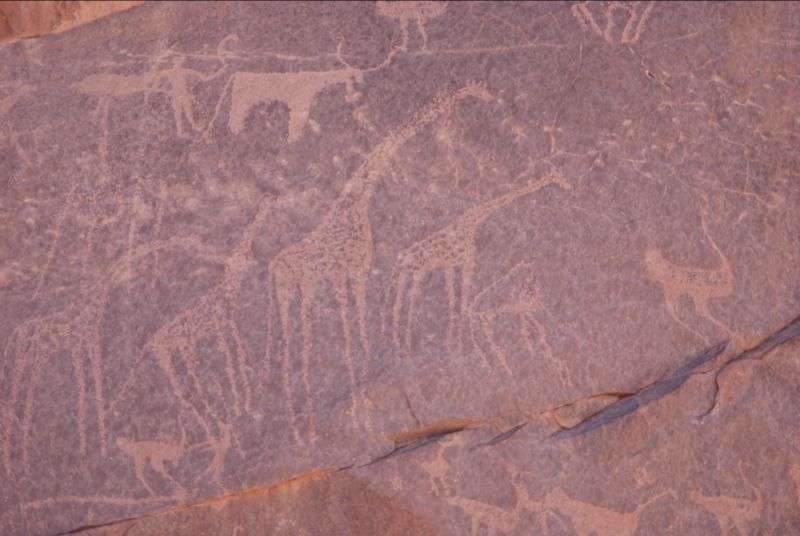
Gravures rupestres du plateau du Gilf Kebir, abritant, entre autres sites, la grotte des Nageurs et montrant la faune de la savane saharienne.

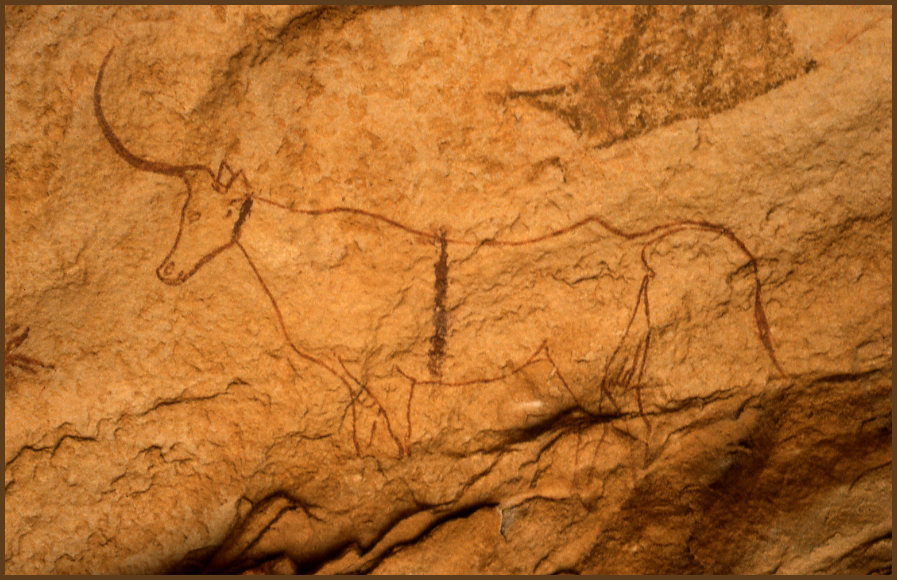
Peinture rupestre de Jabbaren dans le Tassili n'Ajjer, montrant un boviné domestique à cornes fines et longues.

Au Sahara, de nombreuses traces d'une activité humaine préhistorique peuvent être découvertes (outils, poteries, et peintures rupestres).

#### L'alternance humide/aride
Le climat du Sahara a subi des variations importantes durant la préhistoire. Dans l'oasis de Bilma (Niger), des cratères de salines glauques sont les vestiges des mers qui couvraient le Sahara il y a 100 millions d'années (paléo-océan Téthys & Téthys alpine) et se sont retirées lors de la remontée de l'Afrique vers l'Europe, qui a engendré alors les Alpes et rehaussé l'Afrique du Nord. La genèse du Sahara est datée à environ 7 millions d'années, consécutivement au retrait de la Thétys. Cette zone géographique est soumise aux cycles glaciaires/interglaciaires depuis 2,7 millions d'années et passant de verdoyante à désertique tous les 5 à 6 000 ans. Il y a environ 40 000 ans, il existait de grands lacs au Sahara, qui était peuplé alors de semi-nomades. Il y a 18 000 ans, le Sahara était hyperaride.
La théorie astronomique des paléoclimats postule que les oscillations de la Terre autour de son axe engendreraient, avec une périodicité de 20 000 ans environ, un cycle d'épisodes glaciaires suivis de périodes interglaciaires entraînant le verdissement et la désertification (au moment des glaciations) du Sahara.

#### Le dernier Sahara vert
À la sortie de la dernière glaciation, qui était marquée par une aridité très élevée et un Sahara plus étendu qu'aujourd'hui, le monde se réchauffe et les précipitations augmentent. Vers 12000 av. J.-C., la limite sud-orientale était remontée à hauteur du tropique du Cancer. Vers 10500 av. J.-C., c'est sa limite sud-occidentale qui était remontée, la surface désertique étant alors moitié moindre que l'actuelle. Le climat radouci de cette écorégion demeura tempéré jusqu'aux alentours de 8500 av. J.-C.. L'étude des foraminifères de la côte ouest-atlantique indique une très rapide remontée des températures, vers août, et vers juillet, un maximum avec des températures supérieures aux actuelles. Durant cette période chaude appelée subpluvial néolithique, correspondant à l'optimum climatique de l'Holocène, le « Sahara vert » reçut une pluviosité abondante. Il comprenait alors des lacs, des sources où vivaient des poissons et était couvert de végétations en bordure de cours d'eau (forêt galerie) et au fond des vallées. Il était peuplé d'une faune riche et de populations ethniquement diverses de chasseurs-cueilleurs qui connurent alors la révolution néolithique environ 6000 av. J.-C.,, caractérisée par des céramiques décorées à la molette du VIe millénaire BP (la « molette » pouvait être un outil en bois servant à appliquer le motif en creux, une bague de bois porte le motif sculpté, et peut tourner autour d'un manche). Au milieu de l'Holocène, les plans d'eau favorisent l'occupation humaine et la propagation du pastoralisme. Celui-ci semble s'être propagé par diffusion culturelle au sein d'une lignée nord-africaine profondément divergente et isolée, probablement répandue en Afrique du Nord à la fin du Pléistocène,.
Des fossiles d'animaux aquatiques ont été retrouvés ainsi que des peintures de troupeaux de bœufs sur les parois de certaines grottes. Par ailleurs, au centre du Soudan (4e-6e cataracte) on a découvert des os de bœuf domestique datant du Néolithique ancien (7200-6500) ; cette découverte remet en cause l'hypothèse selon laquelle l'origine de la domestication du bétail, en Afrique, serait à rechercher en Basse-Nubie (1e-2e cataracte). Marquant des points forts sur les parcours de nomadisation, les sites rupestres de Gilf Kébir et du Djebel Ouweinat, parmi d'autres, portent des représentations de bétail et pas seulement d'animaux sauvages. Mais le régime alimentaire ne semble alors reposer qu'en faible partie sur l'élevage, tandis que la collecte de céréales sauvages, la chasse et la pêche assurent l'essentiel, comme à Al-Farafra.
Au milieu de cette époque de pastoralisme (6080–5120 BP ou 5200–3800 AEC), au cœur du Sahara vert, sur le plateau libyen de Messak connu pour ses ensembles de gravures rupestres (Wadi Mathendous), dont les styles sont bien distincts mais plus ou moins datables, un rituel complexe était centré sur le dépôt fréquent, dans des monuments circulaires en pierre, de restes d'animaux désarticulés, principalement du bétail. Ces monuments étaient associés à l'art rupestre gravé sur les stèles, placées au centre,,.
Les massifs montagneux du Sahara montrent des vestiges d'espèces tropicales humides (acacias, Calotropis, Balanites) et de souches méditerranéennes (olivier sauvage, myrte, lavande) très minoritaires, qui restent subordonnées à la végétation proprement désertique (palmier, tamaris) mais attestent du passé humide et forestier du « Sahara vert ».
Bien que le changement climatique se fût amorcé, le Sahara était encore humide vers 6500 av. J.-C. Il devint progressivement de plus en plus  aride à partir de 3900 av. J.-C. (Événement climatique de 5900 BP), ce qui entraîna la migration des populations du centre de l'Afrique du Nord vers la vallée du Nil, et conduisit finalement à l'émergence des premières sociétés complexes dans la vallée du Nil, avec la culture de Nagada (3800-3150 AEC), et l'avènement des premières monarchies nilotiques à Abydos et Hiérakonpolis.

### Colonisation
Au Ier millénaire av. J.-C., des nomades libyco-berbères s'implantent progressivement dans le Sahara, le parcourant du Nil à l'Atlantique. À la même période, les Phéniciens qui ont établi des comptoirs commerciaux sur la côte d'Afrique du Nord, pratiquent le commerce des esclaves, notamment via le circuit transsaharien.
Les Grecs colonisent la Cyrénaïque et la Tripolitaine à partir du Ve siècle av. J.-C. et établissent des comptoirs le long de la Mer Rouge qui favorisent le commerce avec les Berbères. Parallèlement, le peuple berbère des Garamantes fonde une véritable civilisation urbaine dans le Fezzan et le Carthaginois Hannon le Navigateur explore les sites côtiers du Sahara occidental sur la façade atlantique du Maroc.
La province romaine d’Afrique du Nord est conquise en 146 av. J.-C. lors de la troisième guerre punique alors que des expéditions romaines atteignent le Sahara, telles celles de Lucius Bulbus en 50 av. J.-C. ou du général romain Septimus Flaccus et de l'explorateur militaire Julius Matermus qui parviennent au Tchad  à la fin du Ier siècle.
L'Empire romain d'Orient règne sur les côtes nord du Sahara du Ve au VIIe siècle, puis la conquête musulmane du Maghreb atteint rapidement le Sahara à partir du VIIIe siècle. Les musulmans arabes et berbères développent les systèmes de commerce transsaharien, aussi bien sur les marchandises que les hommes (traite arabe). Le Sahara reste à cette époque l'axe principal d'échange entre l'Afrique subsaharienne et l'Afrique du Nord et cette source de revenus considérables est très convoitée. L'empire ottoman s'étend sur l'Afrique du Nord (à l'exception du Maroc) jusqu'à son déclin à la fin du XIXe siècle, mais il est incapable d'étendre son autorité de manière efficace et durable aux régions sahariennes.
Cela permet aux Européens de s'imposer à leur tour, d'abord par les explorations puis par la colonisation. La traversée nord-sud du Sahara est ainsi réalisée en 1822 par les deux explorateurs anglais Hugh Clapperton et Dixon Denham. En 1828, l'explorateur français René Caillié atteint Tombouctou, seul, et il est le premier à en revenir, au terme d'une éprouvante traversée vers le Maroc, alors que l'Anglais Alexander Laing qui l'avait précédé avait été assassiné par son guide peu de temps après avoir quitté la ville.
Le partage de l'Afrique consacre la domination de la France sur le Sahara (Sahara français) contrôlé par les Compagnies méharistes sahariennes fondées en 1902 par le commandant Laperrine. Les aviateurs français réalisent la première traversée du Sahara du 3 février au 31 mars 1920, durant laquelle le même Laperrine trouve la mort. L'intérêt économique du Sahara, manifesté par les projets du chemin de fer transsaharien et de l'Organisation commune des régions sahariennes en 1957, explique le maintien de la présence européenne dans cette vaste région mais n'empêche pas la décolonisation de l'Afrique.
Le Sahara demeure l'objet d'enjeux économiques et politiques, liés aux richesses de son sous-sol (hydrocarbures, minerais dont le phosphate et le fer) qui donnent une impulsion à la construction du réseau des routes transafricaines (notamment la route transsaharienne), mais aussi aux tensions et aux crises de nations en devenir.

### Progression
Depuis 1900, le Sahara a progressé vers le sud de 250 km et ce sur un front qui en fait plus de 6 000 km, la cause de cette progression du désert étant cependant surtout d'origine anthropique. C'est ainsi que la steppe du Sahel connaît un dessèchement relativement brutal.
Néanmoins, la décennie qui suit l'année 2000 a connu un reverdissement dans le Sahel[réf. incomplète].

## Dans la littérature
- Guy de Maupassant a publié en 1882 une nouvelle intitulée La Peur, dans laquelle il est rapporté d'étranges phénomènes sonores dans le Sahara, bien connus des peuples qui parcourent le désert : le chant des dunes.
- Le Petit Prince d'Antoine de Saint-Exupéry se passe principalement dans le Sahara.
- Frison-Roche a publié, généralement chez Arthaud :
  - L'Appel du Hoggar (1937), En skis et à chameau à travers le Grand Erg Oriental (1937), Le Grand Désert (1950) ;
  - Une trilogie : La Montagne aux écritures (1952), La Piste oubliée (1953), Le Rendez-vous d'Essendilène (1954) ;
  - Garet el Djenoun (1960), Mission Ténéré (1960), Sahara de l'Aventure (1961), Carnets sahariens (1965) ;
  - La Vallée sans homme (1973), 50 ans de Sahara (1976), Djebel Amour (1978), Le Versant du soleil (1981), L'Esclave de Dieu (1985) ;
  - Bivouacs sous la lune, (2004), Reportages africains (2010, posthume).
- Éric-Emmanuel Schmitt publie en 2015 le roman La nuit de feu, où l’écrivain raconte l’expérience mystique vécue en 1989 au cours d’un voyage dans le Sahara sur les traces de Charles de Foucauld.
- Pierre Christin et Sébastien Verdier, Rencontre sur la Transsaharienne (bande dessinée) (2014).

#### Bases de données et dictionnaires
- Ressource relative à la géographie :   - Peakbagger.com
- Ressource relative à la bande dessinée :   - Comic Vine
- Notices dans des dictionnaires ou encyclopédies généralistes :   - Britannica
  - Den Store Danske Encyklopædi
  - Dizionario di Storia
  - Gran Enciclopèdia Catalana
  - Internetowa encyklopedia PWN
  - Larousse
  - Store norske leksikon
- Notices d'autorité :   - VIAF
  - BnF (données)
  - IdRef
  - LCCN
  - GND
  - Japon
  - Israël
  - Tchéquie